# (4089) Galbraith
(4089) Galbraith est un astéroïde de la ceinture principale.

## Description
(4089) Galbraith est un astéroïde de la ceinture principale. Il fut découvert le 2 mai 1986 à l'observatoire Palomar par l'observatoire Palomar. Il présente une orbite caractérisée par un demi-grand axe de 2,19 UA, une excentricité de 0,13 et une inclinaison de 1,1° par rapport à l'écliptique.

## Compléments